# Município de Whiteoak (condado de Highland, Ohio)
O município de Whiteoak (em inglês: Whiteoak Township) é um município localizado no condado de Highland no estado estadounidense de Ohio. No ano de 2010 tinha uma população de 1.371 habitantes e uma densidade populacional de 17,47 pessoas por km².

## Geografia
O município de Whiteoak encontra-se localizado nas coordenadas 39° 03′ 54″ N, 83° 44′ 58″ O. Segundo a Departamento do Censo dos Estados Unidos, o município tem uma superfície total de 78.47 km², da qual 78,46 km² correspondem a terra firme e (0,02 %) 0,02 km² é água.

## Demografia
Segundo o censo de 2010, tinha 1.371 habitantes residindo no município de Whiteoak. A densidade populacional era de 17,47 hab./km². Dos 1.371 habitantes, o município de Whiteoak estava composto pelo 98,69 % brancos, o 0,07 % eram afroamericanos e o 1,24 % eram de uma mistura de raças. Do total da população o 0,73 % eram hispanos ou latinos de qualquer raça.